# Yargo De Lucca

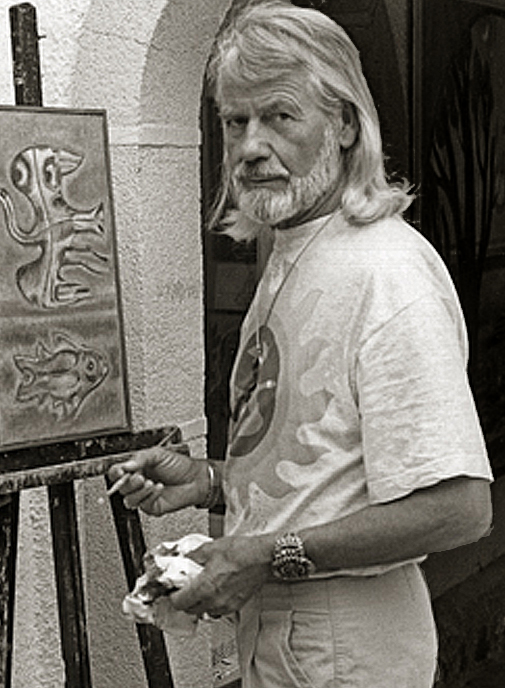
Yargo De Lucca

Yargo De Lucca (* 1. Juni 1925 als Jörg Dieter Möller in Kassel; † 18. Januar 2008 in Thal, Schweiz) war ein kanadischer Maler, Grafiker und Skulpteur. De Lucca verbrachte seine Kindheit und Jugend in Wittelsberg (Hessen).

## Ausbildung
De Lucca studierte in Marburg, Frankfurt am Main, an der Staatlichen Akademie in Stuttgart (unter Willi Baumeister) und München. Stipendien ermöglichten ihm Reisen durch Europa, Afrika, Asien und Amerika. 1951 verlegte er seinen Wohnsitz nach Kanada und erwarb das kanadische Bürgerrecht. Ab 1961 lebte und arbeitete in seinen Ateliers in Altenrhein am Bodensee (Schweiz) und in Deux Montagnes (Kanada). 1985 hatte er einen Wohnsitz in Javea, Alicante (Spanien).

## Auszeichnungen
1945 erhielt Yargo de Lucca in Los Angeles den Tima Award. 1958 folgte in Montreal die Verleihung des Dow Award an den Kanadier. Der Maler wurde 1965 zum Mitglied der Akademie M.A.I. (Masters of Fine Art International) ernannt. Vier Jahre später wurde De Lucca in Düsseldorf die Prinz-Bernhard-Silbermedaille überreicht. 1970 gewann er die Biennale di Venezia. In Rom erhielt der kanadische Maler 1972 die Goldmedaille für Malerei. In den beiden darauffolgenden Jahren wurde ihm das Certificate of Merit in Cambridge (England) zwei Mal überreicht. De Lucca gewann 1974 und 1975 in Monte-Carlo die Prix Palme d’Or des Beaux-Arts, Monte-Carlo. 1975 wurde der Grafiker in Cambridge zum Men of Achievement ernannt. Beim Grand Prix de Lyon 1976 gewann er die Bronzemedaille. Im Jahre 1977 gewann er den Marquis Award in Chicago, den Trofeo d’Oro auf der Biennale Internazionale d’Arte in Italien und den Trofeo Calabria auf der Premio della Stampa in Italien. Im Jahr darauf folgte eine Goldmedaille beim International Art Competition USA, eine Ernennung durch eine Goldmedaille zum Ehrenmitglied an der italienischen Akademie, ein Premio Leone d’Oro di Firenze und seine Ernennung zum Prof. h. c. an der Accademia Italia delle Arti delle Lettere e delle Science. 1979 wurde er Professor an der Accademia delle Signoria di Firenze, bekam er den Key of the City of Las Vegas, 2nd Intern. Art. Exh. USA und er hielt den Premio «Lorenzo il Magnifico» di Firenze. 1980 bekam er den Premio «Italia» für Malerei, durfte er auf einer internen Kunstausstellung Salsomaggiore ausstellen und wurde zum Ehrenmitglied der römischen Akademie ernannt. 1981 wurde er in die Ehrenlegion, Legion d’Oro aufgenommen, wurde Prof. h. c. University delle Arti in Salsomaggiore und erhielt den Jakob Burckhardt Preis in Rom. 1982 wurde ihm der Kulturpreis der Stadt Florenz, der Angelo d’Oro überreicht.

## Werke in öffentlichen Sammlungen
Werke von Yargo De Lucca sind unter anderem in folgenden öffentlichen Museen und Sammlungen:
- Los Angeles County Museum of Art
- Santa Barbara Museum of Art
- Art Institute of Chicago
- New Orleans Museum of Art
- Musée des beaux-arts de Montréal
- Musée national des beaux-arts du Québec
- National Gallery of Canada
- Museu de Arte de São Paulo
- Gezira Center for Modern Art
- Puschkin-Museum
- Tel Aviv Museum of Art
- Tate Gallery
- Louisiana Museum of Modern Art
- Moderna Museet
- Stedelijk Museum
- Museum Folkwang
- Galleria Nazionale d’Arte Moderna
- Musée National d’Art Moderne
- Kunstmuseum St. Gallen
- Vancouver Art Gallery
- Dominion Gallery Montreal

## Privates
Yargo De Lucca war verheiratet und hat einen Sohn. 